# Ouragan Vince
Pour les articles homonymes, voir Vincent.
L'ouragan Vince a été la 21e tempête tropicale, dépassant le record de la saison cyclonique 1933 avec 20 tempêtes, et le onzième ouragan de la saison cyclonique 2005 de l'océan Atlantique. Vince se développa à l'extrême est de l'Atlantique et resta dans cette zone un moment avant de prendre la direction de la péninsule Ibérique qu'il atteindra le 11 octobre mais rétrogradé au niveau de dépression tropicale. Vince fut le premier système tropical à le faire depuis 1842. La dépression s'est ensuite dissipée sur l'Espagne, apportant à la région les pluies dont elle avait tant besoin, et ses restes sont passés dans la mer Méditerranée.

## Évolution météorologique
L'ouragan Vince s'est formé le 9 octobre 2005 dans la partie est de l'océan Atlantique, au sud-sud-ouest des Açores, à partir de la dépression tropicale Twenty-Three. Le 10 octobre, peu après avoir atteint l'intensité d'ouragan, il est rétrogradé au rang de tempête tropicale. Le 11, il est rétrogradé encore à dépression tropicale et touche terre près de Huelva en Espagne.

## Impact
Le Centre espagnol de coordination des mesures d'urgence a déclaré la veille des pluies abondantes pour la province de Castellón, anticipant que l'ouragan Vince pourrait faire des inondations. L'Instituto Nacional de Meteorología (INM) a publié un bulletin dans lequel il était prévenu d'une probabilité de 40 % d'inondation. Quatre communautés autonomes espagnoles (Asturies, Catalogne, Castille-et-León et Galice) ont émis des avertissements d'inondation et les îles Canaries ont émis un avertissement de vent. Les flottes de pêche espagnoles au large de la côte andalouse sont rentrées au port plutôt qu'en pleine mer.
La population espagnole, qui luttait contre les incendies après une sécheresse estivale sans précédent, s'est félicitée des pluies apportées par les vestiges de Vince. En deux jours, la tempête a apporté plus de pluie dans la province de La Corogne que tout l'été, ce qui a permis de d'augmenter le niveau d'eau dans les réservoirs de la province mais a engendré des embouteillages et des inondations mineures,. 
Dans la province de Cordoue, les routes A-303, A-306 et CO-293 ont été partiellement inondées. Les travaux de voirie municipaux sur la Rond de Poniente, une artère de circulation majeure reliant la ville aux autoroutes à proximité, ont été inondés et partiellement détruits. L'entrée de l'université de La Corogne a été temporairement bloquée par les eaux de crue le 11 octobre et un rond-point voisin a été submergé.
Les dommages furent mineurs et aucun décès n'a été signalé. Les vents les plus forts signalés à terre étaient à 77 km/h à Jerez de la Frontera, bien que certains navires en aient signalés de plus forts. Vince fut comparable aux événements pluvieux normaux des dépressions des latitudes moyennes, avec seulement 25 à 50 mm de pluie.